# Metacolină
Metacolina este un compus parasimpatomimetic derivat de colină și carbamat care stimulează receptorii muscarinici dar nu și cei nicotinici. Prezintă efect bronhoconstrictor puternic. Astfel, este utilizată pentru pune diagnosticul de hiperreactivitate bronșică, specifică astmului și bronhopneumopatiei obstructive cronice (BPOC).